# Карам Габер
Карам Габер (араб. كرم إبراهيم جابر; нар. 1 вересня 1979, Александрія) — єгипетський борець греко-римського стилю, дворазовий срібний призер чемпіонатів світу, семиразовий чемпіон Африки, триразовий чемпіон Всеафриканських ігор, дворазовий володар Кубків світу, чемпіон та срібний призер Олімпійських ігор.

## Біографія
Боротьбою почав займатися з 1988 року. Дворазовий бронзовий призер чемпіонатів світу серед юніорів (1997, 1998). У 1998 виступив на Чемпіонаті Африки у змаганнях і з греко-римської, і з вільної боротьби. У першій дисципліні став чемпіоном, у другій — бронзовим призером.

## Виступи на Олімпіадах
| Змагання                    | Збірна | Вагова категорія | Місце  |
| --------------------------- | ------ | ---------------- | ------ |
| Літні Олімпійські ігри 2004 | Єгипет | 96 кг            | Золото |
| Літні Олімпійські ігри 2008 | Єгипет | 96 кг            | 13     |
| Літні Олімпійські ігри 2012 | Єгипет | 84 кг            | Срібло |

## Виступи на Чемпіонатах світу
| Змагання                        | Збірна | Вагова категорія | Місце  |
| ------------------------------- | ------ | ---------------- | ------ |
| Чемпіонат світу з боротьби 2001 | Єгипет | 97 кг            | 14     |
| Чемпіонат світу з боротьби 2002 | Єгипет | 96 кг            | Срібло |
| Чемпіонат світу з боротьби 2003 | Єгипет | 96 кг            | Срібло |
| Чемпіонат світу з боротьби 2006 | Єгипет | 96 кг            | 19     |
| Чемпіонат світу з боротьби 2014 | Єгипет | 98 кг            | 24     |

## Виступи на Чемпіонатах Африки
| Змагання                                           | Збірна | Вагова категорія | Місце  |
| -------------------------------------------------- | ------ | ---------------- | ------ |
| Чемпіонат Африки з боротьби 1997                   | Єгипет | 76 кг            | Золото |
| Чемпіонат Африки з боротьби 1998                   | Єгипет | 85 кг            | Золото |
| Чемпіонат Африки з боротьби 1998 (вільна боротьба) | Єгипет | 97 кг            | Бронза |
| Чемпіонат Африки з боротьби 2000                   | Єгипет | 97 кг            | Золото |
| Чемпіонат Африки з боротьби 2002                   | Єгипет | 96 кг            | Золото |
| Чемпіонат Африки з боротьби 2005                   | Єгипет | 96 кг            | Золото |
| Чемпіонат Африки з боротьби 2006                   | Єгипет | 96 кг            | Золото |
| Чемпіонат Африки з боротьби 2007                   | Єгипет | 96 кг            | Золото |

## Виступи на Всеафриканських іграх
| Змагання                  | Збірна | Вагова категорія | Місце  |
| ------------------------- | ------ | ---------------- | ------ |
| Всеафриканьські ігри 1999 | Єгипет | 97 кг            | Золото |
| Всеафриканьські ігри 2003 | Єгипет | 96 кг            | Золото |
| Всеафриканьські ігри 2007 | Єгипет | 96 кг            | Золото |

## Виступи на Кубках світу
| Змагання                    | Збірна | Вагова категорія | Місце  |
| --------------------------- | ------ | ---------------- | ------ |
| Кубок світу з боротьби 2001 | Єгипет | 97 кг            | Золото |
| Кубок світу з боротьби 2002 | Єгипет | 96 кг            | Золото |

## Виступи на інших змаганнях
| Змагання                                     | Збірна | Вагова категорія | Місце  |
| -------------------------------------------- | ------ | ---------------- | ------ |
| Середземноморські ігри 1997                  | Єгипет | 76 кг            | Бронза |
| Арабський чемпіонат з боротьби 1997          | Єгипет | 76 кг            | Золото |
| Пан-Арабські ігри 1997                       | Єгипет | 76 кг            | Золото |
| Олімпійський кваліфікаційний турнір 2000     | Єгипет | 97 кг            | Бронза |
| Середземноморські ігри 2001                  | Єгипет | 97 кг            | Золото |
| Міжнародний меморіал Дейва Шульца 2003       | Єгипет | 96 кг            | Золото |
| Середземноморські ігри 2005                  | Єгипет | 96 кг            | Золото |
| Олімпійський кваліфікаційний турнір 2008     | Єгипет | 96 кг            | 5      |
| Олімпійський кваліфікаційний турнір 2008     | Єгипет | 96 кг            | Золото |
| Арабський чемпіонат з боротьби 2011          | Єгипет | 84 кг            | Золото |
| Турнір Дана Колова — Николи Петрова 2012     | Єгипет | 84 кг            | 10     |
| Олімпійський кваліфікаційний турнір 2012     | Єгипет | 84 кг            | Золото |
| Середземноморський чемпіонат з боротьби 2012 | Єгипет | 84 кг            | Срібло |
| Trophee Milone 2012                          | Єгипет | 96 кг            | Срібло |
| Кубок Владислава Пітласинські 2012           | Єгипет | 84 кг            | Бронза |
| Гран-прі Німеччини з боротьби 2012           | Єгипет | 96 кг            | Срібло |